# Wagneriana janeiro
Wagneriana janeiro là một loài nhện trong họ Araneidae.
Loài này thuộc chi Wagneriana. Wagneriana janeiro được Herbert Walter Levi miêu tả năm 1991.